# 지쿠고국

지쿠고 국

지쿠고국(일본어: 筑後国 지쿠고노쿠니[*])은 사이카이도에 위치한 일본의 옛 구니이다. 현재의 후쿠오카현 남부에 해당한다. 쓰쿠시국을 분할하여, 지쿠젠국과 함께 7세기 말에 성립되었다.

## 군
- 미하라군(일본어판)(御原郡)
- 이쿠하군(일본어판)(生葉郡)
- 다케노군(竹野郡)
- 야마모토군(일본어판)(山本郡)
- 미이군(御井郡)
- 미즈마군(三瀦郡 / 三潴郡)
- 야메군(陽咩郡 / 八女郡)
  - 가후즈마군(일본어판)(上妻郡)
  - 시모쓰마군(일본어판)(下妻郡)
- 야마토군(山門郡)
- 미이케군(三池郡 / 三毛郡. 미케군이라고도 읽음)